# شركات تي جي إكس
شركات تي جي اكس (يُشار إليها اختصارًا بـالإنجليزية: TJX ) هي شركة أمريكية متعددة الجنسيات تعمل في مجال المتاجر متعددة الأقسام ، ومقرها الرئيسي في فرامنغهام، ماساتشوستس . تم تأسيسها كشركة تابعة لشركة <b>زاير</b>. في عام 1987، وأصبحت الخلف القانوني لشركة زاير. بعد إعادة تنظيم الشركة في عام 1989.
اعتبارًا من 2019, تدير TJX سلاسل متاجرها الرئيسية تي جي ماكس (في الولايات المتحدة) وتي جي ماكس (في أستراليا وأوروبا)، إلى جانب مارشالز وهوم جودز وهوم سينس وشيرا في الولايات المتحدة، وهوم سينس ومارشالز ووينرز في كندا. يوجد أكثر من 4557 متجرًا للخصومات في محفظة تي جي اكس الموجودة في تسع دول. احتلت المرتبة 97 في قائمة فورتشين 500 لعام 2021 لأكبر الشركات الأمريكية من حيث إجمالي الإيرادات.